# Øster Bjerregrav-stenen 2
Runestenen Øster Bjerregrav 2 er en runesten, fundet i Øster Bjerregrav i 1884. Da den foran døren fra våbenhuset til kirken liggende store sten Øster Bjerregrav-stenen 1 var fjernet, viste stenen sig. Den lå begravet i jorden tilyneladende uden at tjene bygningen til fundament eller at stå i nogen forbindelse med den. Runestenen står nu i våbenhuset i Øster Bjerregrav Kirke. Øster Bjerregrav-stenene er fundet i det område af Danmark, hvor der er rejst flest runesten i den sene vikingetid omkring 970-1020 e.Kr., nemlig i området mellem Randers, Hobro og Viborg. Her er rejst omkring 30 runesten. Øster Bjerregrav ligger nordvest for Randers, og nogle af de nærmestliggende runesten er Ålum-runestenene og Borup-stenen.

## Indskrift
| Translitteration | kuþa : risþi : stin : þansi : auft(i)R : þurbiurn : buta : sin : miuk : kuþan : þikn : ian þurþr : rist : runaR þasi |
| Transskription   | Gyða rēsþi stēn þannsi øftiR Þōrbiorn, bōnda sinn, miǫk gōðan þegn. En Þōrðr rēst rūnaR þessi.                       |
| Oversættelse     | Gyda rejste denne sten efter Thorbjørn, sin husbond, en meget god thegn. Og Thord ristede disse runer.               |

Indskriften er ordnet i bustrofedon og begynder i højre side på bredsiden. Den afsluttes på den ene smalside med en ristersignatur. Gyda og Thorbjørn er usædvanlige navne på de danske runesten.